# Biodynamiskt jordbruk
Biodynamiskt jordbruk är en kombination av ekologisk odling och ockulta idéer som utgår från en antroposofisk världsbild med dennas inslag av esoterism, där kosmiska krafter anses påverka grödorna. Biodynamisk odling var en av de första typerna av ekologisk odling. Det baseras på en serie seminarier om jordbruk, som antroposofins grundare Rudolf Steiner höll 1924. Liksom hela den antroposofiska världsbilden klassas biodynamisk odling som pseudovetenskaplig på grund av det ockulta inslaget. Själva ordet "biodynamik" är inte uppfunnet av Steiner, utan av hans lärjungar inom det antroposofiska jordbruket. 
Biodynamiska produkter kan certifieras och bär då ett så kallat Demeter-märke. Demeter är ett internationellt nätverk av kontrollorganisationer för biodynamiskt odling och biodynamiska produkter. I Sverige representeras certifieringen av Svenska Demeterförbundet.

## Ekologi och kretslopp
Biodynamiskt jordbruk innehåller ett kretsloppstänkande som kan liknas vid ett självförsörjande ekologiskt jordbruk. Jordbruket strävar efter att skapa fullständiga kretslopp i liten skala och att bygga upp och stärka de ekologiska systemen i jorden. Kompostering och vallodling är två viktiga metoder.
Grundläggande för det biodynamiska jordbruket är dess holistiska synsätt: att gården ses som en individuell organism där växtlighet, djurhållning och markens bördighet samverkar.

## De åtta preparaten
Det som praktiskt särskiljer biodynamisk odling från annan ekologisk odling är användandet av åtta preparat. I seminariet som hölls år 1924 introducerade Steiner åtta preparat att använda istället för konstgödsel. Preparaten ska enligt Steiner göra så att kosmiska krafter påverkar jord och växter positivt och ska enligt Biodynamiska Föreningen ge växterna egenskaper som vitalitet, förnimmelseförmåga, kraft, förnuft, mognad och förmåga att övervinna. De flesta preparaten är växter som tillreds eller komposteras i kohorn eller andra djurdelar. Preparaten tillsätts i mycket små mängder i det gödsel som sedan används i jordbruket. Det vanligaste preparatet heter Humuspreparatet (eller 500), och tillverkas av kogödsel. Andra preparat är kisel (501), rölleka (502), kamomill (503), brännässla (504), ekbark (505), maskrosor (506) och vänderot (507). 
Kohorn anses av antroposoferna vara extra bra på att ansamla kosmiska jordiska krafter. På grund av användandet av djurdelar ifrågasätts om biodynamiskt odlad mat kan anses vara vegansk.

### Rituella inslag
Recepten för tillverkning, tillredning och användning av de åtta preparaten innehåller många moment med rituella inslag, både i sentida beskrivningar och i Rudolf Steiners föreläsningar. Användandet av olika djurdelar som anses tillföra kosmiska krafter till växternas fördel, utförandet av vissa sysslor med hänsyn till månens cykel och detaljerade beskrivningar om tillredningen av preparaten är några rituella eller ritualliknande moment. Som exempel beskrivs tillredningen av humuspreparatet och kiselpreparatet såhär:
| ”                                                             | "När de ska användas löses mycket små mängder av dessa preparerade substanser upp i vatten under noggrann omrörning i en hel timme. Detta görs genom att man rör åt ett håll så att vattnet bildar en djup virvel i kärlets mitt. Sedan rör man åt andra hållet, vattnet ändrar rörelseriktning och sakta bildas en ny virvel. Varje gång en välformad, djup virvel uppnås ändras riktningen tills en hel timme gått. På detta sätt frigörs den koncentrerade dynamiserande effekten hos humus- respektive kiselpreparaten till det rytmiskt arbetade vattnet och blir effektivt för jord och växter... Det utrörda preparatet sprutas sedan ut omedelbart, inom en timme." | „ |
| – Biodynamiska Föreningen (PdV), antroposofi.info (mars 2017) | |   |

### Tillverkning
- 500: Humuspreparatet är gjort av kogödsel som fylls i kohorn och grävs ner i marken och förmultnas under vintern
- 501: Kisel finmales och prepareras i kohorn
- 502: Röllekablommor pressas in i urinblåsor från kronhjort, placeras i solen under sommaren, i marken under vintern och grävs upp på våren.
- 503: Kamomillblommor fylls in i tunntarmar från nötkreatur, läggs ned i humusrik mark på hösten och tas upp på våren.
- 504: Hela växten av brännässla omges av torv och placeras i marken under ett helt år.
- 505: Småhackade barkbitar av ek läggs i en skalle från något husdjur, omges av torv och grävs ned i marken på hösten på ett ställe där mycket regnvatten rinner förbi.
- 506: Maskrosblommor pressas ihop, fylls in i bukhinna från nötkreatur, läggs ned i marken på vintern och tas upp på våren.
- 507: Blommor från vänderot extraheras i vatten och får jäsa.

### Användning och esoterism
Ett till tre gram av varje kompostpreparat blandas sedan med hästgödsel genom att placera det i gödselhögen i ca 50 cm djupa hål med två meters avstånd. Vänderotextrakten späds med fem liter vatten och sprutas över hela kompostytan. 
Steiner menar att preparaten fyller olika funktioner både var för sig och i kombination. Med fältpreparaten (humus- och kiselpreparat) kan man enligt Steiner skapa en bördig jord med kraftig växtlighet som följd. Röllekapreparatet sägs bidrar till att styra svavlets reaktioner med andra substanser så att marken kan ta upp kosmisk energi. Kamomillpreparatet sägs hålla växterna friska. Brännässlapreparatet sägs göra marken förnuftig. Genom ekbarkspreparatet sägs kalcium tillföras i idealisk form och så kallade kalciumchockverkningar undviks. Genom maskrospreparatet sägs växten tillgodogöra sig kiselsyra ur atmosfären i rätt mängd, för att göra växten känslig för omgivningen och växten sägs därigenom själv kunna dra till sig vad den behöver. Tre preparat i samverkan, rölleka, kamomill och brännässla sägs möjliggöra en hemlig alkemi i komposthögar, så att kalium och kalcium omvandlas till kväve.